# Husby-Sjutolfts kyrka
Husby-Sjutolfts kyrka är en kyrkobyggnad i Husby (Sjutolft) i Uppsala stift. 
Kyrkan tillhör Villberga församling och ligger cirka 15 km öster om Enköping och några hundra meter norr om länsväg 263 som är den gamla vägen mot Stockholm. Länsväg C 579 förbinder kyrkbyn med väg 263.

## Kyrkobyggnaden
Nuvarande kyrkas äldsta del är sakristian som troligen byggdes under 1200-talet eller 1300-talet och ursprungligen hörde till en tidigare träkyrka. Långhuset uppfördes troligen under 1300-talet. Kyrktornet tillkom i början av 1400-talet och fick även fungera som försvarstorn. Sitt nuvarande utseende fick tornet 1783.
Under slutet av 1400-talet byggdes vapenhuset och kyrkorummet försågs med tegelvalv. Någon gång på 1470-talet eller 1480-talet dekorerade Albertus Pictor hela kyrkan med bibliska motiv. Alberts namnteckning finns ovanför ingången till sakristian. År 1665 slogs nya valv i långhus och kor och de tidigare valvens målningar gick förlorade. Troligen var det då väggmålningarna överkalkades. År 1877 togs de medeltida målningarna fram.

## Inventarier
- Dopfunten i sandsten härstammar från 1200-talet och är kyrkans äldsta inventarium. På 1700-talet placerades dopfunten i sakristian och ersattes av ett enklare dopställ. År 1916 flyttades dopfunten återigen ut i kyrkorummet.
- Altarskåpet tillverkades på 1460-talet och är försett med helgon- och apostlabilder.
- Predikstolen i päronträ tillkom på 1600-talet och är troligen en gåva från friherre Åke Henriksson Tott på Ekolsunds slott. Predikstolen pryds av figurskulpturer och på dess ljudtak finns ätten Totts vapen. Korgen har skulpturer föreställande Kristus och de fyra evangelisterna. Trappans skulpturer föreställer apostlarna Petrus, Paulus och Jakob [1].
- Mitt i kyrkan hänger en mässingsljuskrona som är skänkt 1678 av Sten Nilsson Bielke och hans hustru [1].
- I vapenhuset förvaras ett runstensfragment.

### Orgel
- 1813 byggde Pehr Strand, Stockholm en orgel.
- 1866 byggde  Daniel Wallenström, Uppsala en orgel med 6 stämmor. Fasaden ritades 1865 eller 1866 av Fredrik Wilhelm Scholander. 1900 ersattes orgeln med ett harmonium.
- Den nuvarande orgeln byggdes 1937 av Bo Wedrup, Uppsala. Orgeln är pneumatisk och har en fri kombination samt ett tutti koppel.

| Huvudverk I   | Svällverk II      | Pedal              | Koppel   |
| Principal 8´  | Rörgedakt 8´      | Subbas 16´         | I/P      |
| Gedakt 8'     | Principal 4'      | Gedakt 8´ (tr I)   | II/P     |
| Gemshorn 4'   | Blockflöjt 2'     | Gemshorn 4' (tr I) | II/I     |
| Mixtur II-III | Spetskvint 1 1⁄3' |                    | I 4'     |
|               | Crescendosvällare |                    | II 16'/I |
|               |                   |                    | II 4'/P  |

## Bildgalleri

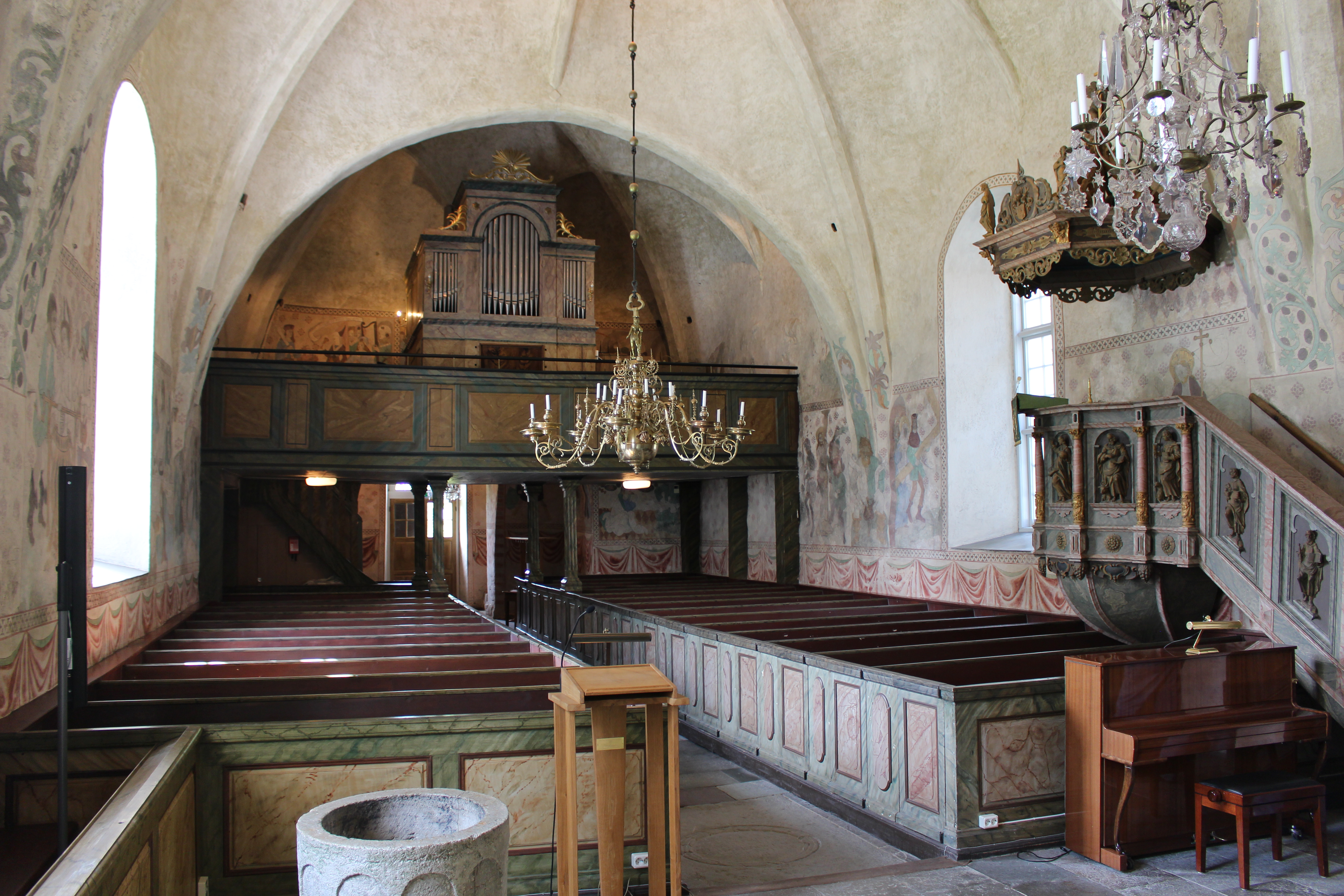
Kyrkorum mot väster
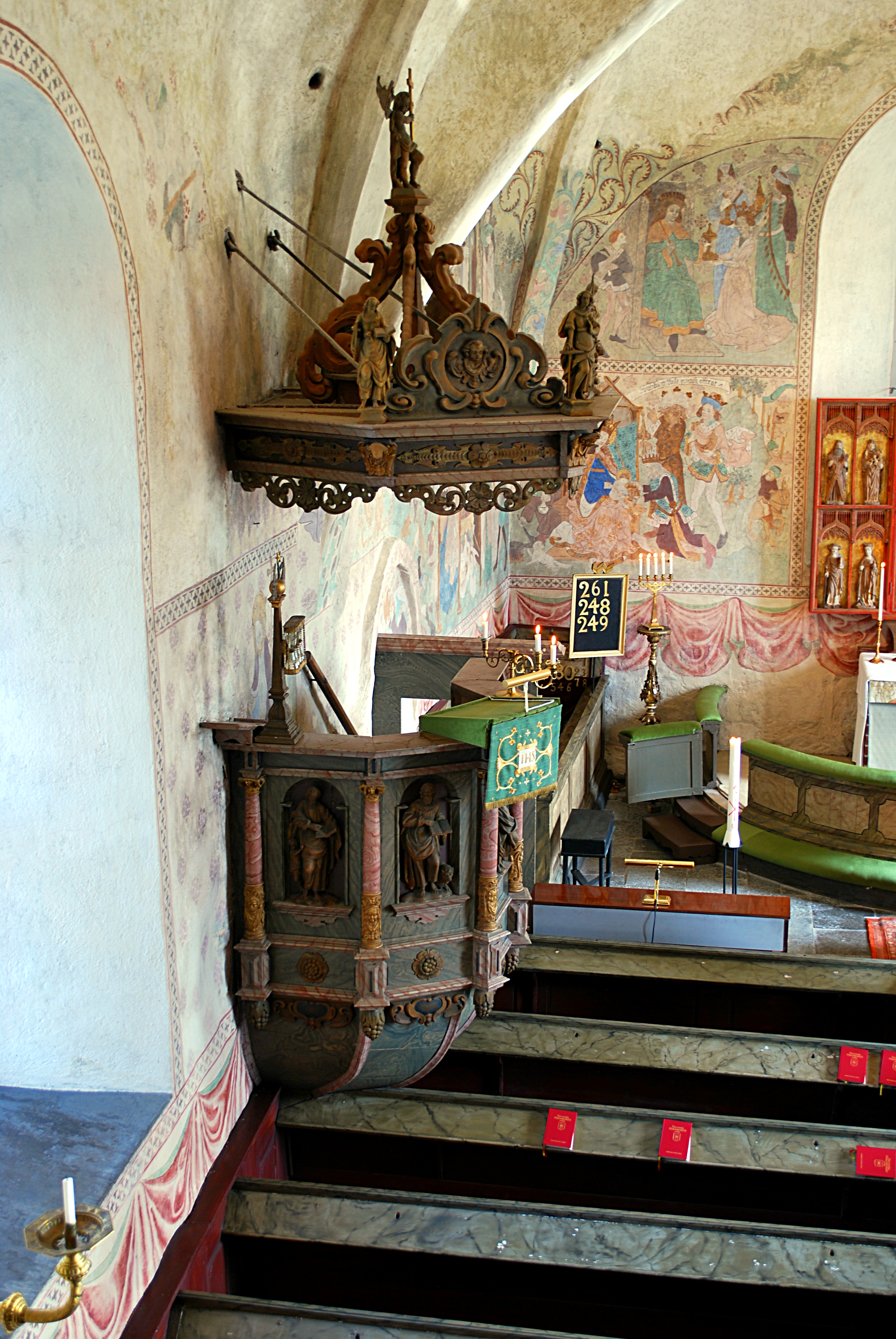
Predikstol och målningar av A Pictor
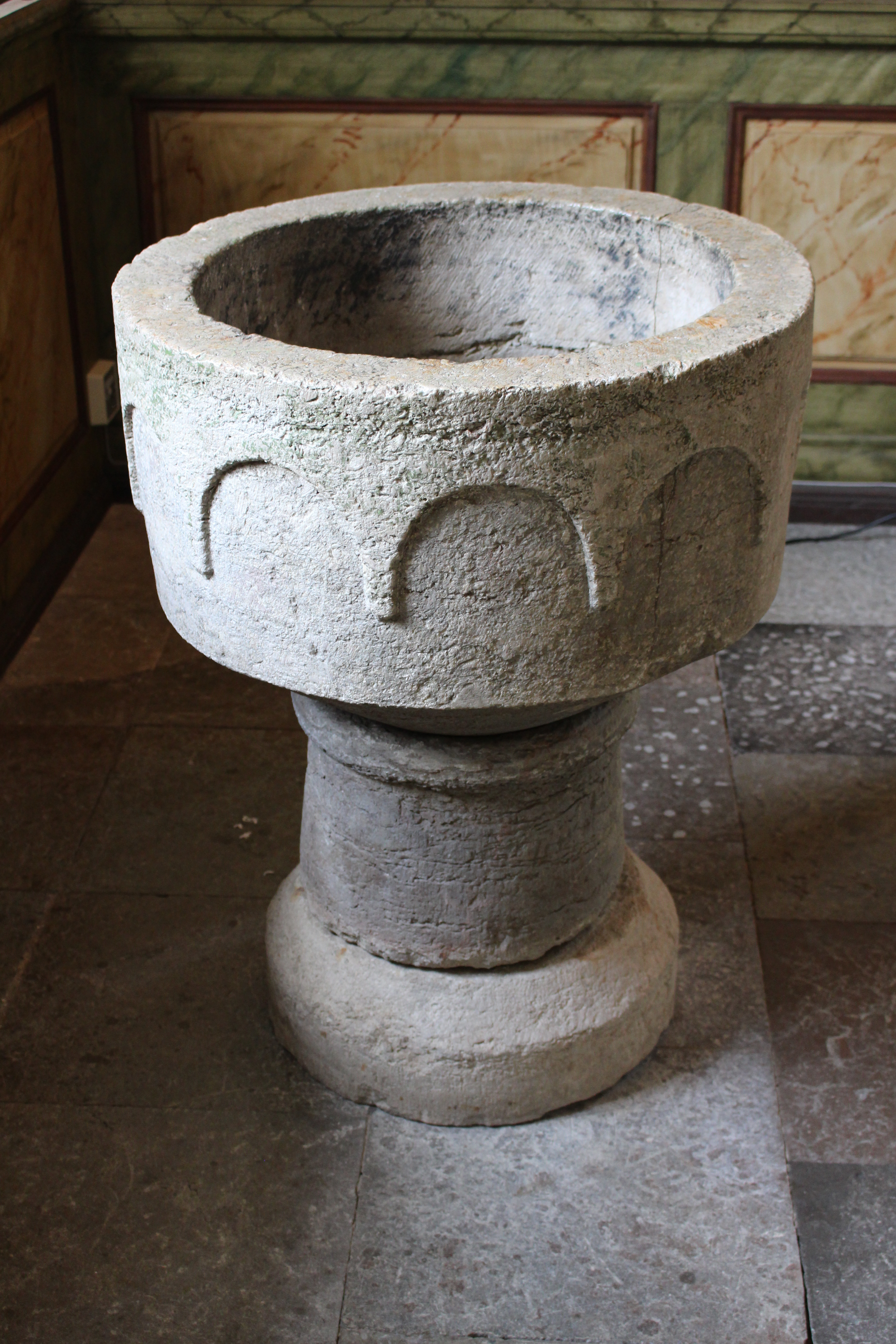
Dopfunt
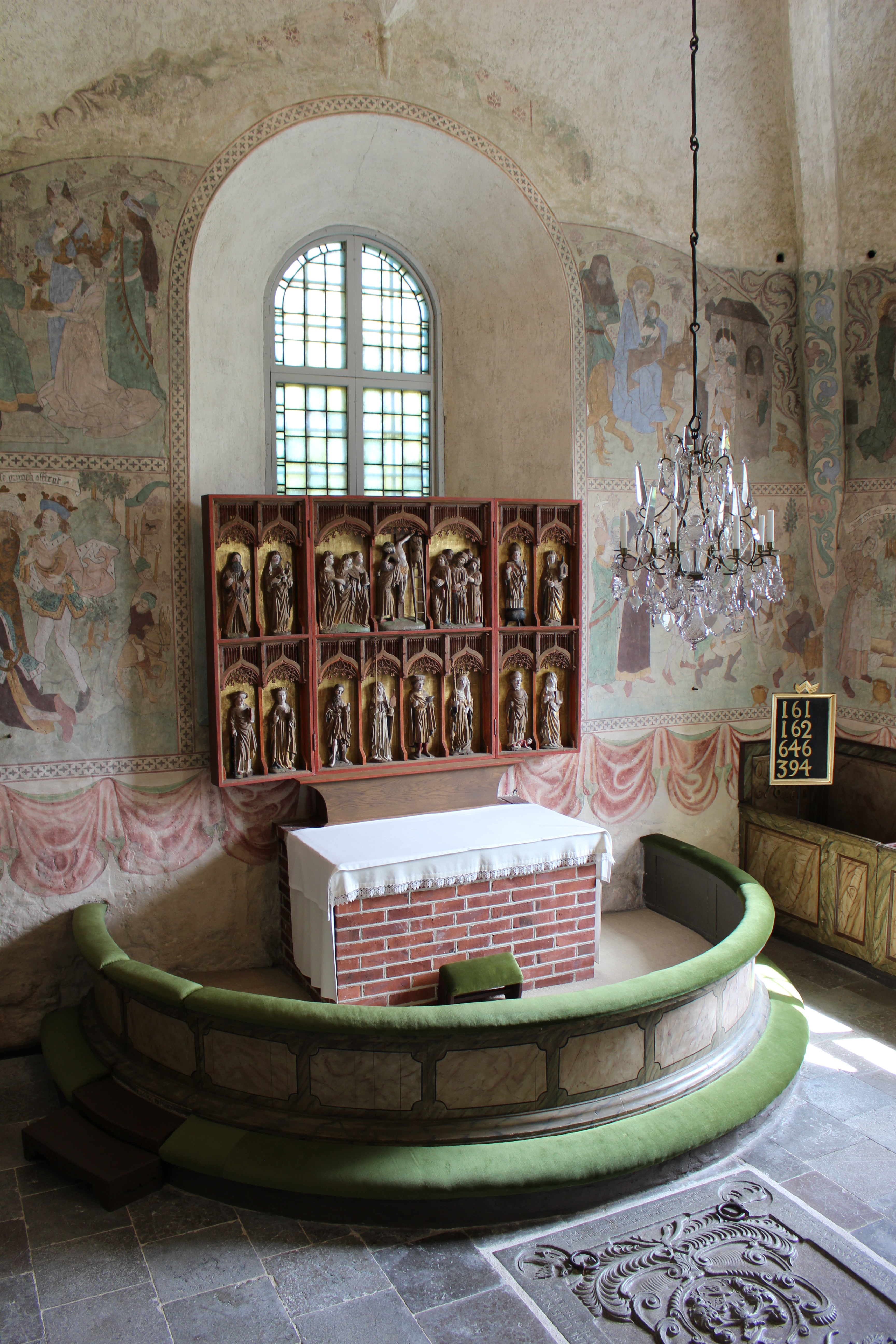
Kor med altare
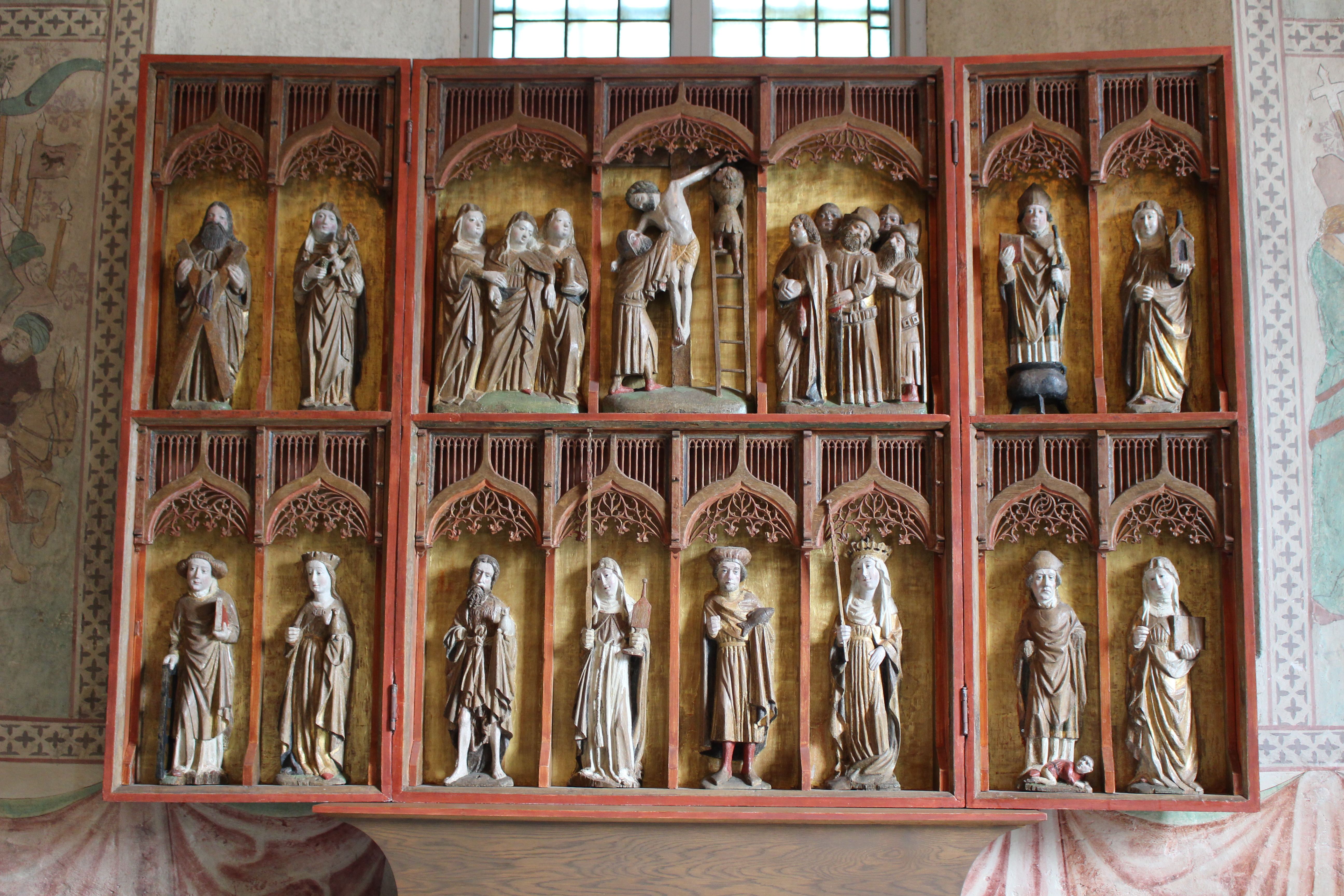
Altarskåp
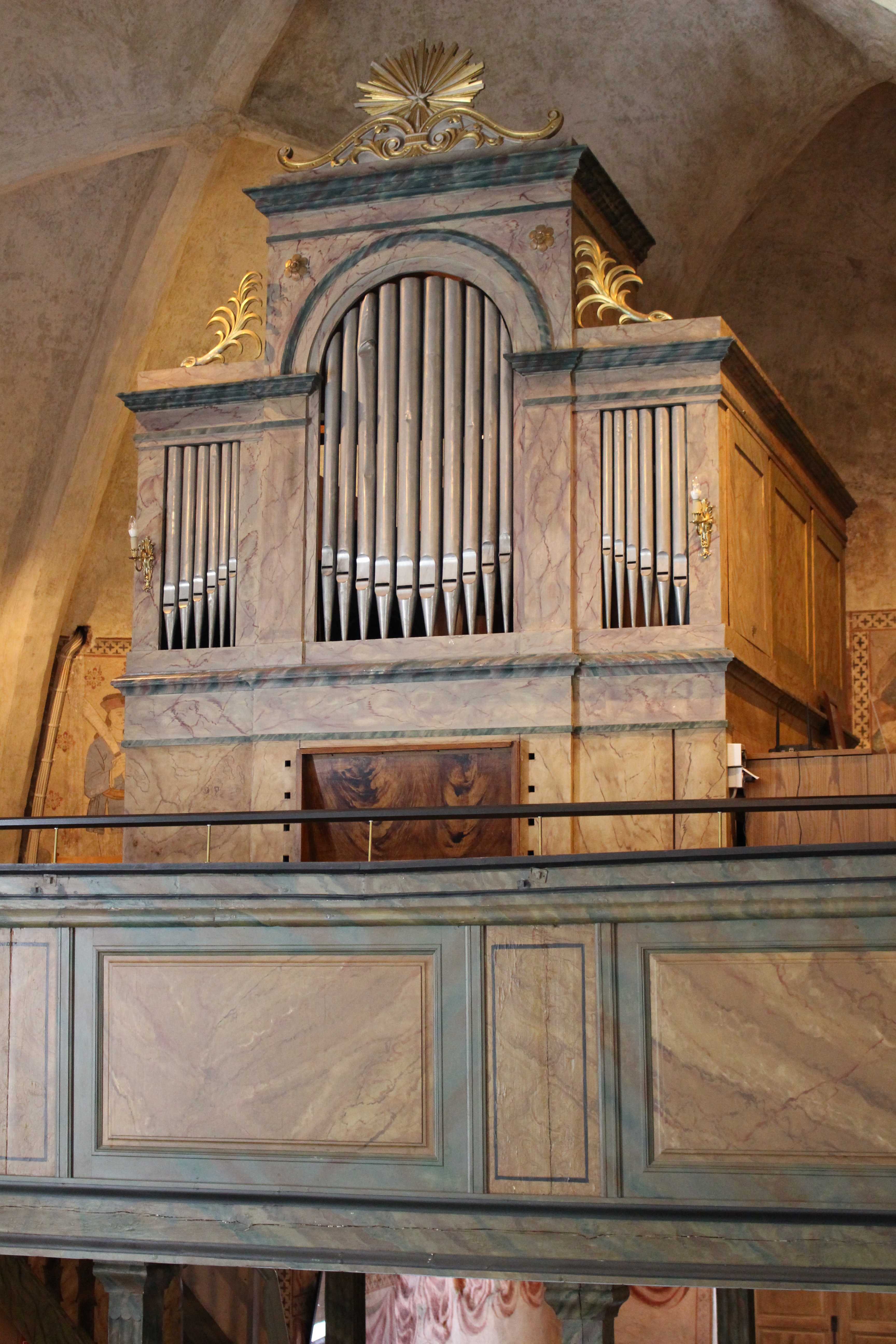
Orgel